# Protocolo Facultativo de la Convención sobre los Derechos de las Personas con Discapacidad

Estados partes y firmados por el Pacto:
Firmado y ratificado
Firmado pero no ratificado
Ni firmado ni ratificado

El Protocolo Facultativo de la Convención sobre los Derechos de las Personas con Discapacidad (OP-CRPD, por su sigla en inglés) es un protocolo adicional a la Convención sobre los Derechos de las Personas con Discapacidad. Fue adoptado el 13 de diciembre de 2006, y entró en vigor al mismo tiempo que su padre Convención el 3 de mayo de 2008. El Protocolo, al momento, tiene 94 Estados signatarios y 107 Estados partes.
El Protocolo Facultativo establece un mecanismo de denuncias individuales de la Convención similares a los mecanismos de aplicación del Pacto Internacional de Derechos Civiles y Políticos, la Convención contra la tortura y otros tratos o penas crueles, inhumanos o degradantes, la Convención sobre la eliminación de todas las formas de discriminación contra la mujer y la Convención internacional sobre la eliminación de todas las formas de discriminación racial. Partes se comprometen a reconocer la competencia del Comité sobre los Derechos de las Personas con Discapacidad para examinar quejas de individuos o grupos que afirman sus derechos en virtud de la Convención han sido violados. El Comité puede solicitar información y formular recomendaciones a las partes.
Además, las partes podrán autorizar al Comité a investigar, informar y formular recomendaciones sobre "graves o sistemáticas violaciones" de la Convención.
El Protocolo Facultativo precisó de diez ratificaciones para entrar en vigor.